# El Trébol, Argentina
El Trébol är en ort i Argentina.   Den ligger i provinsen Santa Fe, i den centrala delen av landet, 400 km nordväst om huvudstaden Buenos Aires. El Trébol ligger 96 meter över havet och antalet invånare är 10 871.
Terrängen runt El Trébol är platt, och sluttar österut. El Trébol är det största samhället i trakten.
Trakten runt El Trébol består till största delen av jordbruksmark. Runt El Trébol är det glesbefolkat, med 13 invånare per kvadratkilometer.